# باولو كازارين
باولو كازارين (Paolo Casarin) ؛ (البندقية، 12 مايو 1943)، حكم كرة قدم إيطالي دولي سابق.
و قد أدار مباراتين في كأس العالم لكرة القدم 1982، وقد أدار عددا من المباريات في كأس الأمم الأوروبية لكرة القدم 1988. بالإضافة إلى عدد من مباريات تصفيات كأس العالم 1982 و1986.

## وصلات خارجية
- باولو كازارين على موقع Soccerway.com (الإنجليزية)